# Акжарський сільський округ (Балхаський район)
Акжа́рський сільський округ (каз. Ақжар ауылдық округі, рос. Акжарский сельский округ) — адміністративна одиниця у складі Балхаського району Алматинської області Казахстану. Адміністративний центр — село Барібаєва.
Населення — 1051 особа (2021; 1024 у 2009, 1054 у 1999, 1549 у 1989).
Станом на 1989 рік існувала Акжарська сільська рада (села Акжар, Аралтобе, Кокішбай) колишнього Куртинського району.

## Склад
До складу округу входять такі населені пункти:
| Населений пункт | Стара назва        | Населення, осіб (1989) | Населення, осіб (1999) | Населення, осіб (2009) | Населення, осіб (2021) |
| --------------- | ------------------ | ---------------------- | ---------------------- | ---------------------- | ---------------------- |
| Аралтобе, село  | -                  | 572                    | 521                    | 498                    | 467                    |
| --Аралтобе-1    | -                  | -                      | -                      | -                      | 7                      |
| --Аралтобе-2    | -                  | -                      | -                      | -                      | 7                      |
| Барібаєва, село | Акжар              | 766                    | 533                    | 526                    | 570                    |
| Кокишбай, село  | Кокішбай, Кокушбай | 211                    | -                      | -                      | -                      |